# Ойнас, Александр
Александр Ойнас (эст. Aleksander Oinas; 28 декабря 1887, Дерпт, Лифляндская губерния, Российская империя — 3 марта 1942, Усольлаг, Молотовская область, СССР) — эстонский политический, государственный и общественный деятель, министр внутренних дел Эстонии (1919), Генеральный аудитор Эстонии (1921—1926), министр финансов, торговли и промышленности (1928—1929), министр транспорта (1931—1932)

## Биография
Родился старшим из пяти братьев и сестер. Его сестра Эмма была женой писателя и литературного критика Фридеберта Тугласа.
С 1907 по 1915 год изучал экономику в Санкт-Петербургском политехническом институте Петра Великого.
С ноября 1918 года  был членом Земского совета Эстляндии. 1919—1920 года — депутат Учредительном собрании Эстонии от Эстонской социал-демократической рабочей партии.
В 1923 году был избран во II состав Рийгикогу. Затем Ойнас участвовал во всех составах парламента до роспуска его в 1940 году после присоединение Эстонии к СССР.
Занимал ответственные посты: министра внутренних дел Эстонии (1919), Генерального аудитора Эстонии (1921—1926), министра финансов, торговли и промышленности (1928—1929), министра транспорта (1931—1932).
После присоединение Эстонии к СССР был арестован и приговорён по решению трибунала НКВД к смертной казни.
Умер 3 марта 1942 года в Усольлаге, Молотовская область, РСФСР до приведения приговора в исполнение.